# Rainbow Brite y el ladrón de estrellas
Rainbow Brite y el ladrón de estrellas es una película animada de fantasía dirigida por Bernard Deyriès y Kimio Yabuki. Fue producida por DIC Enterprises, Inc. y Hallmark Cards, y se estrenó el 15 de noviembre de 1985 por Warner Bros. Es la única película que presenta al personaje de la tarjeta de felicitación Rainbow Brite; ella también apareció en algunos especiales de televisión antes del lanzamiento de la película, y después en las series de KIDEO TV. En esta película, Rainbow Brite intenta llevar la primavera a una Tierra que ya se enfrenta a un invierno perpetuo. Ella debe detener a una princesa malvada que quiere tener todo Spectra, un diamante del tamaño de un planeta a través del cual debe pasar toda la luz del universo.

## Reparto
| Actor              | Personaje                                                                       | Notas                          |
| ------------------ | ------------------------------------------------------------------------------- | ------------------------------ |
| Bettina Bush       | Rainbow Brite                                                                   | Acreditada como Bettina        |
| Pat Fraley         | Lurky / On-X / Buddy Blue / Dog / Guard / Spectran / Slurthie / Glitterbot      | Acreditado como Patrick Fraley |
| Peter Cullen       | Murky Dismal / Castle Monster / Glitterbot / Guard / Skydancer / Slurthie       |                                |
| Robbie Lee         | Twink / Shy Violet / Indigo / La La Orange / Spectran / Sprites                 |                                |
| Andre Stojka       | Starlite / Wizard / Spectran                                                    |                                |
| David Mendenhall   | Krys                                                                            |                                |
| Rhonda Aldrich     | The Princess / The Creature                                                     |                                |
| Les Tremayne       | Orin / Bombo / TV announcer                                                     |                                |
| Mona Marshall      | Red Butler / Witch / Spectran / Castle Creature / Patty O'Green / Canary Yellow |                                |
| Jonathan Harris    | Count Blogg                                                                     |                                |
| Marissa Mendenhall | Stormy                                                                          |                                |
| Scott Menville     | Brian                                                                           |                                |
| Charlie Adler      | Popo                                                                            | Acreditado como Charles Adler  |
| David Workman      | Sargeant Zombo                                                                  |                                |

## Producción
La película fue el segundo largometraje realizado por DIC Enterprises, compañía que tuvo éxito anteriormente con sus primeros programas de televisión, Inspector Gadget y The Littles. DIC fue contratada por Hallmark Cards para producir los primeros tres especiales sindicados centrados en Rainbow Brite. Su éxito llevó a la producción de una película basada en el juguete.
El proyecto fue dirigido por el animador francés Bernard Deyriès, bien conocido en ese momento por la serie de ciencia ficción Ulises 31 de DIC y Las misteriosas ciudades de oro (ambas animadas por estudios japoneses), y su socio japonés Kimio Yabuki, un animador legendario en Toei Animation y ex cohorte de Hayao Miyazaki. El director de arte de la película, Rich Rudish, había sido miembro del personal de Hallmark desde 1964.
La música fue compuesta por Haim Saban y Shuki Levy, quien produjo varias canciones para dibujos animados en la década de 1980 y luego lanzó la serie Power Rangers en la década de 1990. El coguionista de la historia Howard Cohen escribió la letra de las canciones: "Brand New Day" y "Rainbow Brite and Me".
La película fue producida en solo tres meses, en ese momento el tiempo más rápido registrado para un largometraje animado. Mientras que la unión estadounidense contribuyó a la producción de la película, algunas compañías japonesas asumieron tareas de animación por subcontratación (como era a menudo el caso con las producciones de DIC de la época), entre ellas Cockpit, Zaendou, Doga-Kobou, Tama, Crocus y Peacock.

## Lanzamiento

### Cine
La película empezó su apertura en el séptimo puesto con US $ 1,8 millones, y se mantuvo en proyección por solo cinco semanas en un máximo de 1,090 lugares, Star Stealer recaudó US $ 4,889,971 en la taquilla norteamericana, meses antes apareció una serie sindicada de 13 episodios en el bloque Kideo TV de DIC. DC Comics publicó un cómic vinculado a la película.

### Video para el hogar
Se lanzó por primera vez en VHS en los Estados Unidos y Canadá en marzo de 1986. En noviembre de 2004, Warner Home Video reeditó el casete VHS y también lanzó la película en DVD en los territorios de la Región 1 con una transferencia 1.33:1 "open matte" remasterizada. Las características adicionales en el DVD incluyeron una versión para cantar de la canción de apertura, "Brand New Day", y un juego "Encuentra el cinturón de color perdido", como extra.